# 980-е годы
980-е (девятьсо́т восьмидеся́тые) го́ды по юлианскому календарю — промежуток времени с 1 января 980 года по 31 декабря 989 года, включающий 980 год 8-го десятилетия   и с 981 по 989 годы    9-го десятилетия X века 1-го тысячелетия.  Они закончились 1036 лет назад.

## Важнейшие события
- Открытие Гренландии Эриком Рыжим (Торвальдсоном) и Гунбьорном Ульфсоном (около 982) и её колонизация (около 985).
- Битва на Фирисвеллире — битва за шведский престол (около 984).
- Взятие Барселоны войсками Кордовского халифата (985).
- Поход Владимира на Хазарию (985/986). Крещение Руси (988).
- Битва у Траяновых Ворот[1] — сражение между болгарской и византийской армиями (986).
- Смерть последнего короля из Каролингов, Людовика V. Воцарение Гуго Капета из Капетингов (987).
- Волынское княжество присоединено к Киевской Руси.